# Йорґ Іммендорф
Йорг Іммендорф (нім. Jörg Immendorff; 14 червня 1945, Блекеде — 28 травня 2007, Дюссельдорф
) — був німецьким живописцем, скульптором, дизайнером сцени та професором мистецтва. Був учасником мистецького руху Нойе Уайльд.

## Життя та творчість
Іммендорф народився в офіцерській сім'ї; батьки розійшлися, коли хлопчикові було 11 років. У 1960-х навчався в Дюссельдорфській академії мистецтв у Тео Отто і Йозефа Бойса. Представник фігуративного живопису. Створивши спільно з Крісом Рейнеке екшн-проект LIDL, художник після проведення декількох  акцій був відрахований з Академії.
У студентські роки Іммендорф вступає в маоістське товариство, для якого створює художній пропагандистський матеріал. Дотримувався крайніх лівих позицій на західнонімецькій політичній сцені: активно підтримував Північний В'єтнам в його опорі американській агресії, вступив у «Лігу проти імперіалізму».
З 1968 році художник викладає в школі малювання (в 1971—1981 — в Дюссельдорфі). У 1972 році бере участь у виставці сучасного мистецтва під назвою Документа-5 у Касселі, виставляючи на ній свої критичні роботи антикапіталістичної спрямованості. 
З 2-ї половини 1970-х років Іммендорф звертається до історичного живопису, зближується з рухом Нові дикі. У 1976 році він бере участь у венеціанському бієнале. Тісна дружба пов'язує Іммендорфа з художником з НДР А. Р. Пенком. Разом вони працюють над художніми творами, присвяченими відносинам німців обох Німеччин.
Міжнародну популярність принесли Іммендорфу його 16 великоформатних полотен «Кафе Німеччина», навіяні творчістю Ренато Гуттузо. У 1982 році майстер виставляє свою скульптуру «Бранденбурзькі ворота» на Документа 7.
У 1980-ті роки Іммендорф стає одним з найвідоміших художників Німеччини. З 1989 року він — професор Державної вищої школи образотворчого мистецтва у Франкфурті-на-Майні, з 1996 — професор Академії мистецтв Дюссельдорфа.
Помер від аміотрофічного бокового склерозу (хвороба Лу Геріга) у 61-річному віці.

## Нагороди
- 1997 — «Премія Марко 1996» Музею сучасного мистецтва, Монтеррей (Мексика)
- 1997 — член Європейської академії науки і мистецтва, Зальцбург (Австрія)
- 1998 — нагороджений орденом «За заслуги перед Федеративною Республікою Німеччина»
- 2006 — премія Бембі (Німеччина)